# Lansdowne
Lansdowne är en ort i Indien. Den ligger i distriktet Pauri Garhwal och delstaten Uttarakhand, i den norra delen av landet, 190 km nordost om huvudstaden New Delhi. Lansdowne ligger 1 701 meter över havet och antalet invånare är 8 198.